# 千代田システムテクノロジーズ
千代田システムテクノロジーズ株式会社（ちよだシステムテクノロジーズ、英文名称Chiyoda System Technologies Corporation）は、工場等へ計装設備・電気設備の設置を行うプラントエンジニアリングを行う会社である。千代田化工建設の完全子会社であるが、技術力が買われて日揮や三菱重工業など親会社のライバル企業との取引もある。

## 主な事業
- 計装設備

計測・制御機器の設計・施工・保守
- 電気設備

受電・変電・動力・照明設備の設計・施工・保守
- ファクトリーオートメーション

各種製造設備、ゴミ焼却設備、水処理設備、物流設備への計装・電気システムの構築
- 省エネルギー関連

省エネ診断、電力監視システム、太陽光発電など

## 沿革

### 千代田計装株式会社
- 1956年10月 - 東京都港区新橋にて、千代田計装株式会社設立。
- 1964年3月 - 電気設備事業開始。
- 1968年8月 - 本社を横浜市鶴見区に移転。
- 1999年5月 - 本社を横浜市中区に移転。
- 2002年2月 - 本社を横浜市神奈川区（現在地とは異なる）に移転。

### ITエンジニアリング株式会社
- 1986年10月 - 千代田情報サービス株式会社として設立。
- 1996年6月 - アイ・ティー・エンジニアリング株式会社に商号変更。
- 2001年7月 - 株式会社荏原製作所が51%資本参加。
- 2002年11月 - ITエンジニアリング株式会社に商号変更。
- 2006年6月 - 千代田化工建設と荏原製作所の折半出資に変更。
- 2008年8月 - ITEシステムズ株式会社と合併。
- 2009年4月 - 千代田化工建設の完全子会社化。

### 合併後
- 2012年10月 - 千代田計装株式会社とITエンジニアリング株式会社が合併し、千代田システムテクノロジーズ株式会社となる。
- 2020年10月 - IT事業部門をTIS千代田システムズ株式会社へ分社化

### 千代田エクスワンエンジニアリング株式会社
- 2023年4月 - 千代田工商、千代田システムテクノロジーズ、千代田テクノエースの3社を合併し、「千代田エクスワンエンジニアリング」を設立。